# Laurence Oliphant
Pour les articles homonymes, voir Oliphant.
Laurence Oliphant (3 août 1829 - 23 décembre 1888) est un homme politique membre du Parlement britannique et journaliste anglais, qui fut un fidèle adepte du Retour vers Sion.

## Biographie
Il naît au Cap en Afrique du Sud en 1829. Il suit la guerre de Crimée comme journaliste et, après le Congrès de Berlin, prône le retour vers Sion et la réinstallation des Juifs dans la région de Galaad en vue de jalonner le chemin d'un futur État juif. Laurence Oliphant travaille au service de la diplomatie britannique. Il fut un temps correspondant étranger à Paris pour The Times, remplacé en 1873 par Henri Opper de Blowitz.
En 1879, il séjourne en Palestine et propose un projet d'implantation de villages juifs dans la région de Galaad, à l'Est du Jourdain. Les autorités turques rejettent le projet, par crainte de l'influence grandissante des Britanniques.
Oliphant détaille le projet dans son livre Pays de Galaad. Les leaders juifs d'Europe orientale soutiennent volontiers la proposition. Les Juifs d'Europe occidentale n'y portent que peu d'intérêt.
Oliphant organise des voyages en Europe orientale. Il se démène pour la cause des survivants des pogroms et lutte pour une réaction plus adéquate de la part du gouvernement du tsar de Russie. Il encourage les masses juives à monter vers la Terre d'Israël et s'y installer car, d'après sa vision, seule la création d'un État pour les Juifs pourra résoudre le problème juif dans le monde.
En 1882, Oliphant revient en Palestine avec son épouse Alice, et accompagné de leur secrétaire particulier Naftali Hertz Imber, compositeur de la Hatikvah. Il vit à Haïfa et dans le village druze de Daliat el Karmel. Il soutient l'installation des Juifs dans les premières implantations créées dans le pays. Il meurt en 1888.